# Wilmer X
Wilmer X är en svensk rockgrupp, bildad våren 1978 i Malmö, under namnet Wilmer Pitt (för namnets ursprung, se ); de ursprungliga medlemmarna var Nisse Hellberg (sång/gitarr), Clas Rosenberg (sång/bas), Jalle Lorensson (munspel) och Mats Thorin (trummor). De debuterade den 7 april 1978 på Pildammsskolan i Malmö. Efter det tillbringade de nästan ett år i replokalen före nästa spelning.
Wilmer X har inspirerats av pop, country, disco, blues m.m., men deras rötter har alltid funnits främst i 1960- och 1970-tals rock (typ Rolling Stones), men även i punk[källa behövs].

## Medlemmar

### Nuvarande medlemmar
- Nisse Hellberg – gitarr, sång (1977–idag)
- Jalle Lorensson – munspel, bakgrundssång (1977–idag)
- Sticky Bomb (Per-Åke Holmberg) – trummor, slagverk, sång (1982–idag)
- Thomas Holst – basgitarr, gitarr, bakgrundssång (1983–1986, 1990–idag)
- Janne Lindén- gitarr

### Tidigare medlemmar
- Lennart Nygren – basgitarr (1980–1982)
- Clas Rosenberg – sång, gitarr, basgitarr (1977–1982)
- Mats Thorin – trummor (1977–1978)
- Mats Bengtsson – klaviatur, basgitarr, dulcimer, bakgrundssång (1988–2003)
- Pelle Ossler – gitarr, bakgrundssång (1986–2003)
- Jörgen Stridh – trummor (1978–1980)
- Stefan Björk – basgitarr, bakgrundssång (1983–1990)
- Jalle Olsson – trummor (1980–1982)

### Bidragande musiker (urval)
- Lilling Palmeklint – bakgrundssång
- Titiyo – bakgrundssång
- Louise Hoffsten – sång
- Jesper Lindberg – steelgitarr
- Claes Carlsson – saxofon
- Maria Blom – sång
- Tomas Gabrielsson – klaviatur
- Lennart Helperin – trumpet
- Max Müller – orgel, sång
- Staffan Flodqvist – bakgrundssång
- Leif Jonsson – percussion
- Janne Lindén – gitarr
- Mats Bengtsson – dragspel
- André de Lang – klaviatur
- Katarina Wilczewski – sång
- Dan Sundquist – synthesizer

## Historia

### 1980-talet
Namnbytet skedde 1980 efter att deras dåvarande trummis Jörgen Stridh starkt ifrågasatte om gruppen verkligen skulle behålla ordet Pitt i namnet. Det var Hellbergs förslag att ordet skulle ersättas med ett X. Samma år gav rocktidningen "Larm" ut debutsingeln "Sov, min älskling". Bandet gav även ut en mini-LP, som placerade bandet bland uppstickarna i den nya vågen med svenska pop- och rockgrupper och "En röd elektrisk gitarr" blev snabbt en livefavorit. I slutet av året spelade bandet för första gången i Stockholm. Under lång tid framöver, fram till "Teknikens under" (1988), hade de dock sin primära fanbase i södra Sverige.
1981 spelades första fullängds-LP:n Wilmer X in på Svenska Popfabriken i Klippan med Torsson-producenten Pål Spektrum och teknikern Lars Jönsson vid mixerbordet. Låten "Vägen till Klippan" som bifogades som flexi-disc med rocktidningen Feber året därpå.
På vägen hem till Malmö tog de med sig maracas-spelaren och blivande trummisen Sticky Bomb från punkbandet Kriminella Gitarrer.
1982 skrev Wilmer X på ett skivkontrakt med MNW och gav ut andra LP:n Fula, fula ord där de inledde ett samarbete med producenten Tomas Gabrielsson, han producerade ytterligare fyra album fram till 1986 års Tungt vatten. 
I mars 1983 släpptes singeln "Blod eller guld", den sista inspelning där gitarristen Clas Rosenberg och basisten Lennart Nygren medverkade. Här hade också Sticky Bomb ersatt Jalle Olsson bakom trummorna. Gruppen bestod nu av Nisse, Jalle, Sticky Bomb, Stefan Björk (bas) och Thomas Holst (Kommissarie Roy) (gitarr). De spelade på landets rockklubbar och gick sen in i studion och spelade in tredje albumet Djungelliv som släpptes på hösten.
1984 släpptes singeln "Kör dig död" och fjärde albumet Under hot spelades in. 1985 släpptes Under hot på våren. Bandet åkte Sverige runt och spelade på rockklubbar.
1986 lämnade Thomas Holst gruppen och ersattes av Pelle Ossler. Han debuterade på gruppens femte album Tungt vatten, ett dovt, slamrigt album som kan ses som en del av den garagerockvåg som vid mitten av 80-talet var Sveriges mest kända rockmusikexport med band som The Nomads, Watermelon Men och The Creeps. Samma år släpptes även Downward Bound med större delen av Under hot-låtarna på engelska. Ytterligare en engelskspråkig platta Not Glamorous släpptes samma år och innehåller större delen av Tungt vatten-materialet. Ingen av skivorna gav gruppen något fäste utanför Sveriges gränser.
Året därpå visade Kjell Andersson på skivbolaget EMI intresse för gruppen. EMI-debuten Teknikens under spelades in på hösten 1987. Producent var Dan Sundquist och skivan blev en pånyttfödelse för bandet. Den är lite popigare än deras tidigare plattor och man använde sig av en moog på skivan, men i grunden är det fortfarande rockmusik med rötterna 1950- och 1960-talsrock, blues och rhythm and blues.
1988: I februari släpptes singeln "Teknikens under". Den låten tillsammans med radiofavoriten "Blå vägen hem" och "Om en hund mådde så här" gjorde att albumet nådde framgångar på försäljningslistan. Folkparker och TV hörde av sig. Wilmer X hade fått ett mindre genombrott fast det stora genombrottet kom inte förrän tre år senare.
1989: Klubb Bongo producerades av Magnus Frykberg. Plattan innehåller låtar som "Hon är ihop med en insekt", "Kung för en dag" och "Lille John". Jalle Lorensson nådde framgångar internationellt, hans munspelssolo på Roxette-låten "Dangerous" hamnade på Billboard-listan.

### 1990-talet
1990: Kung för en dag släpptes som EP i en Elvis-koppling, där Wilmer X tolkade sex låtar av "The King". Materialet bestod av några av låtarna från Elvis' 60-talsfilmer. Samtidigt hade Nisse börjat skriva låtar till höstens inspelning. På sommaren bestämde sig Stefan Björk för att sluta i bandet. Han ersattes av Thomas Holst som gick över till bas. Holst kom rakt in i den session som blev Mambo feber.
1991: Dubbel-cd:n Mambo feber gavs ut. Första singeln blev balladen "Vem får nu se alla tårar?" som tog sig in på Svensktoppen och stannade där ett bra tag. Dubbelalbumet sålde snart närmare 100 000 exemplar. Wilmer X hade fått sitt definitiva genombrott. Samma år släpptes även den halvakustiska liveplattan En speciell kväll.
1992-93: På hösten 1992 gav sig bandet tillsammans med producenten Michael Ilbert in i en studio i Köpenhamn för att spela in uppföljaren till Mambo feber. Den här gången ville man inte hamna på Svensktoppen så man valde först bort poplåtar som ansåg för lättviktiga, "Söt sak" och "Ett och ett är två men blir tre när vi blir ett". Till slut insåg man dock att det saknades singlar och tog tillbaks låtarna igen.
Pontiac till himmelen släpptes på våren 1993 och den första singeln blev "Ett och ett är två men blir tre när vi blir ett".
Året 1994 inleddes med att Nisse Hellberg toppade försäljningslistan tillsammans med Peps Persson. Skivan de spelat in tillsammans hette Röster från södern. Ett halvår senare kom Snakeshow, Wilmer X:s tredje misslyckade försök att lansera sig utomlands.
1995: Bandet påbörjade inspelningarna av ett nytt album men gav sig halvvägs genom inspelningarna ut på en sommarturné för att testa de nya låtarna på scen. Under turnén fick publiken välja den övriga repertoaren. Turnén föregicks av radiotävlingar i hela landet där publiken i varje stad fick rösta fram sina Wilmer X-favoriter. Nya albumet, Hallå världen släpptes på hösten. Plattan var producerad av Pål Svenre och innehåller bland andra duetten "Jag är bara lycklig när jag dricker" med Olle Ljungström.
1996: I början av året fick Nisse Hellberg en Grammis för texterna på Hallå världen. I mitten av året var Wilmer X förband till Gyllene Tider på Återtåget '96!, Sveriges dittills största turné inom populärmusik. Senare under året släpptes samlingsplattan Radio Wilmer X som summerar Wilmers EMI-period med 16 hits från 1988-1995 plus fyra nya låtar.
1997: Bandet gjorde inte en enda spelning men på hösten började Nisse skriva nya låtar. Han kände då för en ny inriktning, att gå tillbaka till ursprunget och göra en rak, röjig och okomplicerad rock'n'roll-platta.
1998: Plattan Primitiv släpptes. Musiken var en tillbakagång till den larmiga, hårda rockmusik de spelade på sina tidiga skivor fram till Under hot. "För dum för pop" och titelspåret blev radiohits och bandet gjorde fler spelningar än någonsin.
1999: På hösten påbörjade Nisse för en ny platta igen, klart är att den ska bygga vidare på garagerocken på Primitiv. Han tänkte tillbaks på en tonårstid då han satt och bläddrade i engelska poptidningen Fan och lyssnade på Electric Warrior av T.Rex. Till slut hade han skrivit en låt som hette "Silver" och blev titelspår på den nya plattan. Året avslutas med en bejublad konsert på Stortorget i Malmö under nyårsnatten.

### 2000-talet
2000: Nya singeln "Jag flippar ut" blev en radiohit. I mars släpptes Silver, producerad av Michael Ilbert och Pål Svenre. Plattan följdes av en omfattande vår och sommarturné.
2001: På våren släppte Nisse soloplattan Xtrem. Han spelade alla instrument utom trummorna på skivan. På hösten släpptes den retrospektiva cd-boxen Arkiv X som innehöll fyra cd som summerade bandets karriär. En av skivorna innehöll outgivet material. Samtidigt släpptes Totalt Wilmer X, en cd med bandets största hits.
2002: Bandet åkte på en paketturné med andra artister i Grön Koncert.
2003: Singeln "Vi som blommar sent" släpptes och följdes av det Dan Sundquist-producerade albumet Lyckliga hundar. På hösten nådde Wilmer X fram till ett vägskäl; först lämnade de EMI och strax därpå meddelades att Pelle Ossler och Mats Bengtsson skulle lämna bandet. Innan dess hade de hunnit med att framträda vid Malmöfestivalen.
2004: Utan att ha skrivit kontrakt med något skivbolag gick bandet in i Varispeed Studios i Klågerup. På hösten blev det officiellt att bandet hade skrivit på för Bonnier Amigo. Det var på Amigo som Wilmer:s första mini-LP kom ut 1980. I december kommer "God god lust", den första singeln bandet släppt som en kvartett på 24 år. 
2005: Bandet gjorde comeback med albumet 13 våningar upp.

### 2010-talet
2010: En efterlängtad comeback med en spelning på Citytunnelns invigning i Malmö den 4 december 2010, detta efter att ha legat på is i fem år. Spelningen genomfördes utomhus på Posthusplatsen i bitande kyla och snöstorm.
2011: Bandet turnerar för första gången på sex år. Premiär blev på Peace & Love i Borlänge. Turnén avslutades på Helsingborgsfestivalen.
2018: Wilmer X turnerar för första gången sedan 2011 och inleder turnén med sin tusende spelning på Sweden Rock Festival. Därefter följer en lång turné landet runt .

### 2020-talet
2022: Wilmer X släppte den 5 augusti sin första nya låt på sjutton år: "Nu eller nästa liv", som är ett smakprov på ett helt nytt album som får namnet Mer för dina pengar. Albumet släpps 23 september, och därefter ger sig gruppen ut på en turné som bland annat innefattar tre spelningar på legendariska KB i Malmö.

## Diskografi

### Album[6]
| Titel                          | Datum | Sverigetopplistan |
| ------------------------------ | ----- | ----------------- |
| Wilmer X MP                    | 1981  | 39                |
| Fula fula ord                  | 1982  | -                 |
| Djungelliv                     | 1983  | 34                |
| Under hot                      | 1985  | 18                |
| Downward Bound                 | 1986  | -                 |
| ...VILD!'                      | 1986  | 20                |
| Tungt vatten                   | 1986  | 29                |
| Not Glamorous                  | 1987  | -                 |
| Teknikens under                | 1988  | 12                |
| Klubb Bongo                    | 1989  | 11                |
| Orionteatern 22.03.90          | 1990  | -                 |
| En speciell kväll med Wilmer X | 1991  | 29                |
| Mambo feber                    | 1991  | 2                 |
| Pontiac till himmelen          | 1993  | 6                 |
| Snakeshow                      | 1994  | 4                 |
| Hallå världen                  | 1995  | 4                 |
| Radio Wilmer X: Hits (1988-96) | 1996  | 5                 |
| Primitiv                       | 1998  | 4                 |
| Silver                         | 2000  | 4                 |
| Total Wilmer X                 | 2001  | 52                |
| Lyckliga hundar                | 2003  | 8                 |
| 13 våningar upp                | 2005  | 1                 |
| Mer för dina pengar            | 2022  | 1                 |